# Parque nacional Yushan
El parque nacional Yushan (en chino: 玉山國家公園) es uno de los nueve parques nacionales en Taiwán. Fue llamado así por la montaña de Yushan, el pico más alto del parque. El espacio protegido cubre un total de 103.121 hectáreas, incluyendo gran parte de la Cordillera Central. El Parque contiene más de treinta picos de más de 3.000 metros de altura, y dos terceras partes de la zona dentro del parque está por encima de 2.000 metros. La diferencia de elevación en el parque es de 3.600 metros, y hay muchos cañones , acantilados y valles.
Debido a su ubicación remota y control de entrada, el parque nacional Yushan no se encuentra entre los parques nacionales más visitados en Taiwán. Aun así, el parque atrajo 973.821 visitantes en 2011.
La montaña Jade (Yushan) es la montaña más alta de Taiwán con 3.952m (12.966 pies).
Taiwán, que debe su existencia a la potencia de la tectónica de placas, sigue siendo un lugar de la actividad sísmica regular. Los ejemplos de características geológicas tales como líneas de falla , las articulaciones y plegado se pueden ver a lo largo del parque.